# Seznam španskih geologov
Seznam španskih geologov.

## E
- Fausto de Elhuyar (1755-1833)

## R
- Andrés Manuel del Río

## S
- Gines Suarez

## W
- Alvaro Wieler